# URT (elektronika)
URT (ang. Universal Receiver Transmitter) – układ scalony używany do komunikacji synchronicznej, asynchronicznej lub kombinowanej synchronicznej/asynchronicznej. Zawiera konwerter serial-to-parallel dla danych wychodzących z komputera i parallel-to-serial dla danych przychodzących.